# Busły liaciać
Busły liaciać (biał. Буслы ляцяць, „Bociany lecą”) – białoruska grupa partyzancka założona 13 listopada 2020 roku, walcząca przeciwko rządowi Alaksandra Łukaszenki. Razem z Cyber Partyzantami wchodzi w skład inicjatywy „Supraciŭ”
Działania organizacji nie mają na celu wyrządzenia krzywdy osobom fizycznym i zazwyczaj mają formę małego sabotażu. Działania grupy obejmowały między innymi niszczenie lub uszkadzanie kamer CCTV oraz infrastruktury transportowej na białoruskiej kolei.
Najsłynniejsza akcja, za którą organizacja wzięła odpowiedzialność, obejmowała zrzucenie z drona pojemników z substancją zapalającą na bazę OMON w Mińsku pod koniec września 2021 roku. 
Decyzją Sądu Najwyższego Republiki Białorusi „Busły liaciać” zostały 1 grudnia 2021 roku uznane za organizację terrorystyczną.
Począwszy od rozpoczęcia inwazji Rosji na Ukrainę organizacja przeprowadziła liczne akcje sabotażowe na białoruskiej kolei w celu zakłócenia logistyki rosyjskich wojsk.